# Windows Essentials
Windows Essentials (tidigare Windows Live Installer och Windows Live Essentials) var ett installationspaket från Microsoft som innehöll bland annat verktyg för e-post, bloggning, konversation, fotoredigering och videoredigering. Anledningen till att program med dessa syften inte längre fanns förinstallerade, till exempel på Windows 7, var för att minska operativsystemets storlek och ge användarna möjlighet till att skräddarsy sin Windows-upplevelse.
Windows Essentials 2012 slutade stödjas den 10 januari 2017 och är inte längre tillgänglig för nedladdning från Microsoft.
Installationshanteraren hette tidigare Windows Live Essentials på grund av sin koppling till Windows Live och innehöll de Windows Live-tjänster som inte var webbapplikationer.

## Innehåll
Windows Essentials 2012 inkluderade följande program:
- Windows Live Family Safety (endast för Windows 7)
- Windows Live Mail
- Windows Live Messenger (slutade inkluderas 2013)
- OneDrive (senare integrerad i Windows 8.1 och Windows 10, tidigare kallad SkyDrive)
- Windows Movie Maker
- Windows Fotogalleri
- Windows Live Writer
- Microsoft Outlook Hotmail Connector

Vid nedläggningen stöddes installation på Windows 10, Windows 7, Windows 8, Windows 8.1, Windows Server 2008 SP2, Windows Server 2008 R2 och Windows Server 2012. Tidigare fanns även stöd för Windows XP och Windows Vista.